# Френ-ле-Реймс
Френ-ле-Реймс (фр. Fresne-lès-Reims) — колишній муніципалітет у Франції, у регіоні Гранд-Ест, департамент Марна. Населення — 425 осіб (2011).
Муніципалітет був розташований на відстані близько 140 км на північний схід від Парижа, 50 км на північний захід від Шалон-ан-Шампань.

## Історія
До 2015 року муніципалітет перебував у складі регіону Шампань-Арденни. Від 1 січня 2016 року належав до нового об'єднаного регіону Гранд-Ест.
1 січня 2017 року Френ-ле-Реймс і Бургонь було об'єднано в новий муніципалітет Бургонь-Френ.

## Демографія
Динаміка населення (INSEE ):
Розподіл населення за віком та статтю (2006):
| Стать | Всього | До 15 років | 15-24 | 25-44 | 45-64 | 65-85 | Понад 85 |
| --- | ------ | ----------- | ----- | ----- | ----- | ----- | -------- |
| Чоловіки | 212    | 35          | 34    | 39    | 73    | 31    | 0        |
| Жінки | 206    | 26          | 43    | 43    | 68    | 26    | 0        |
| \| Статево-вікова піраміда \| Статево-вікова піраміда \| Статево-вікова піраміда \| \| ----------------------- \| ----------------------- \| ----------------------- \| \| Чоловіки \| Вік \| Жінки \| \| 0 \| 85 + \| 0 \| \| 0 \| 80-84 \| 0 \| \| 9 \| 75-79 \| 0 \| \| 13 \| 70-74 \| 0 \| \| 9 \| 65-69 \| 26 \| \| 13 \| 60-64 \| 13 \| \| 9 \| 55-59 \| 4 \| \| 34 \| 50-54 \| 30 \| \| 17 \| 45-49 \| 21 \| \| 13 \| 40-44 \| 17 \| \| 9 \| 35-39 \| 9 \| \| 4 \| 30-34 \| 13 \| \| 13 \| 25-29 \| 4 \| \| 4 \| 20-24 \| 17 \| \| 30 \| 15-20 \| 26 \| \| 13 \| 10-14 \| 13 \| \| 9 \| 5-9 \| 4 \| \| 13 \| 0-4 \| 9 \| |        |             |       |       |       |       |          |
| Статево-вікова піраміда |        |             |       |       |       |       |          |
| Чоловіки | Вік    | Жінки       |       |       |       |       |          |
| 0 | 85 +   | 0           |       |       |       |       |          |
| 0 | 80-84  | 0           |       |       |       |       |          |
| 9 | 75-79  | 0           |       |       |       |       |          |
| 13 | 70-74  | 0           |       |       |       |       |          |
| 9 | 65-69  | 26          |       |       |       |       |          |
| 13 | 60-64  | 13          |       |       |       |       |          |
| 9 | 55-59  | 4           |       |       |       |       |          |
| 34 | 50-54  | 30          |       |       |       |       |          |
| 17 | 45-49  | 21          |       |       |       |       |          |
| 13 | 40-44  | 17          |       |       |       |       |          |
| 9 | 35-39  | 9           |       |       |       |       |          |
| 4 | 30-34  | 13          |       |       |       |       |          |
| 13 | 25-29  | 4           |       |       |       |       |          |
| 4 | 20-24  | 17          |       |       |       |       |          |
| 30 | 15-20  | 26          |       |       |       |       |          |
| 13 | 10-14  | 13          |       |       |       |       |          |
| 9 | 5-9    | 4           |       |       |       |       |          |
| 13 | 0-4    | 9           |       |       |       |       |          |

## Економіка
2010 року серед 304 осіб працездатного віку (15—64 років) 217 були активними, 87 — неактивними (показник активності 71,4%, у 1999 році було 70,1%). З 217 активних мешканців працювало 199 осіб (108 чоловіків та 91 жінка), безробітними було 18 (8 чоловіків та 10 жінок). Серед 87 неактивних 29 осіб було учнями чи студентами, 37 — пенсіонерами, 21 була неактивною з інших причин.

У 2010 році в муніципалітеті числилось 168 оподаткованих домогосподарств, у яких проживали 453,0 особи, медіана доходів виносила 24 681 євро на одного особоспоживача